# 국화 금기
국화 금기(일본어: 菊タブー 기쿠타부[*])는 일본 황실, 천황에 대한 비판이나 패러디에 대한 금기 및 그 금기를 범한 사람에 대한 직접적 폭력을 포함한 압력의 총칭이다. 황실 문장이 국화(국화문장)라는 점에서 완곡하게 이렇게 불린다.
전전에는 천황이나 천황제에 대해 비판적인 언론은 구형법 시행 이래 불경죄 규정으로 단속되었다. 이후 치안유지법이 제정되면서 국체(천황제)를 부정하는 활동을 처벌하는 별도의 법률이 만들어졌다.
전후에는 치안유지법이 폐지됨은 물론 언론의 자유가 넓게 인정되면서 형법에서도 불경죄가 삭제되었다. 따라서 천황이나 천황제에 대해 비판적인 언론활동도 법적으로 탄압되는 일은 거의 없어졌다. 그러나 우익단체나 그 구성원이 폭력적 수단을 이용해 천황과 천황제에 대한 비판을 봉쇄하려는 사건을 자주 일으켰다. 폭행을 당하거나 트러블이 될 수 있기에 대중매체들은  천황이나 천황제에 대한 비판적 언론행위를 자율규제하게 되었다. 예컨대 일본민간방송연맹 방송기준 제2장 7조 “나라 및 나라의 기관의 권위를 훼손하지 않는다.”의 해설에서 “나라의 상징으로서 천황도 여기에 포함된다”고 하고 있다. 이 자율규제를 가리켜 천황과 천황제에 비판적인 언론은 대중매체에서의 황실에 대한 금기를 완곡하게 국화금기라고 부르게 되었다.
야마키 마사하루는 저서에서 “일본은 상당히 자유로운 나라라고 일반적으로 이해되고 있지만, 천황제가 문제가 되면 상황은 달라진다. 지식인조차 입을 굳게 닫아 버린다”고 말했다.

## 같이 보기
- 일본의 검열